# Oznakowanie śródlądowych dróg wodnych
Oznakowanie śródlądowych dróg wodnych służy do regulacji ruchu statków wodnych poruszających się po wodach śródlądowych.

## Podział
Znaki żeglugowe dzielą się na kilka grup:
Podstawowe znaki żeglugowe
- A. Znaki zakazu
- B. Znaki nakazu
- C. Znaki ograniczenia
- D. Znaki zalecenia
- E. Znaki informacyjne

Znaki pomocnicze
- Oznakowanie pływające granic szlaku żeglownego
- Oznakowanie brzegowe przebiegu szlaku żeglownego
- Oznakowanie miejsc niebezpiecznych i przeszkód żeglugowych
- Dodatkowe oznakowanie na potrzeby żeglugi za pomocą radaru
- Dodatkowe oznakowanie na jeziorach i szerokich drogach wodnych
- Oznakowanie akwenów zamkniętych dla ruchu żeglugowego lub akwenów o ograniczonym ruchu żeglugowym
- Znaki specjalnego przeznaczenia
- Oznakowanie wejść do portów

Zestaw znaków:

## Znaki żeglugowe zakazu
| Symbol znaku | Znaczenie | Wygląd znaku             | Znak świetlny                    |
| ------------ | --- | ------------------------ | -------------------------------- |
| A. 1         | Zakaz przejścia | albo czerwone flagi: lub | lub                              |
| A. 2         | Zakaz wyprzedzania |                          |                                  |
| A. 3         | Zakaz wyprzedzania (dotyczy zestawów)                                                                                  |                          |                                  |
| A. 4         | Zakaz mijania i wyprzedzania                                                                                           |                          |                                  |
| A. 5         | Zakaz postoju (na kotwicy lub na cumach przy brzegu)                                                                   |                          |                                  |
| A. 5.1       | Zakaz postoju na szerokości określonej na znaku w metrach (od znaku)                                                   |                          |                                  |
| A. 6         | Zakaz kotwiczenia, wleczenia kotwicy, łańcucha lub liny                                                                |                          |                                  |
| A. 7         | Zakaz cumowania do brzegu                                                                                              |                          |                                  |
| A. 8         | Zakaz zawracania |                          |                                  |
| A. 9         | Zakaz wytwarzania fali                                                                                                 |                          |                                  |
| A. 10        | Zakaz przejścia poza skrajnią określoną tablicami (pod mostem, przez jaz)                                              |                          |                                  |
| A. 11        | Zakaz przejścia – przygotować się do wejścia lub przejścia                                                             |                          | lub (czarny = światło wygaszone) |
| A. 12        | Zakaz ruchu statków o napędzie mechanicznym                                                                            |                          |                                  |
| A. 13        | Zakaz ruchu statków używanych wyłącznie do uprawiania sportu lub rekreacji                                             |                          |                                  |
| A. 14        | Zakaz uprawiania narciarstwa wodnego oraz holowania statków powietrznych za statkiem                                   |                          |                                  |
| A. 15        | Zakaz ruchu statków żaglowych                                                                                          |                          |                                  |
| A. 16        | Zakaz ruchu statków, które nie są statkami o napędzie mechanicznym i żaglowym                                          |                          |                                  |
| A. 17        | Zakaz pływania na desce z żaglem                                                                                       |                          |                                  |
| A. 18        | Koniec strefy, w której małe statki używane wyłącznie do uprawiania sportu lub rekreacji mogły rozwijać duże prędkości |                          |                                  |
| A. 19        | Zakaz wodowania i wciągania statków na brzeg                                                                           |                          |                                  |
| A. 20        | Zakaz ruchu skuterów wodnych                                                                                           |                          |                                  |

## Znaki żeglugowe nakazu
| Symbol znaku | Znaczenie | Wygląd znaku | Znak świetlny |
| ------------ | --- | ------------ | ------------- |
| B. 1         | Nakaz ruchu w kierunku wskazanym przez znak |              |               |
| B. 2a        | Nakaz skierowania statku na tę stronę szlaku żeglownego, która leży z lewej strony burty                                                                 |              |               |
| B. 2b        | Nakaz skierowania statku na tę stronę szlaku żeglownego, która leży z prawej strony burty                                                                |              |               |
| B. 3a        | Nakaz trzymania się tej strony szlaku żeglownego, która leży z lewej burty                                                                               |              |               |
| B. 3b        | Nakaz trzymania się tej strony szlaku żeglownego, która leży z prawej burty                                                                              |              |               |
| B. 4a        | Nakaz przejścia na tę stronę szlaku żeglownego, która leży z lewej burty                                                                                 |              |               |
| B. 4b        | Nakaz przejścia na tę stronę szlaku żeglownego, która leży z prawej burty                                                                                |              |               |
| B. 5         | Nakaz zatrzymania statku w warunkach określonych przepisami                                                                                              |              |               |
| B. 6         | Nakaz nieprzekraczania podanej na znaku prędkości w km/h                                                                                                 |              |               |
| B. 7         | Nakaz nadania sygnału dźwiękowego |              |               |
| B. 8         | Nakaz zachowania szczególnej ostrożności |              |               |
| B. 9a        | Nakaz zachowania szczególnej ostrożności. Wyjście na główną drogę dozwolone, gdy nie zmusi to statków na tej drodze do zmiany kursu lub prędkości        |              |               |
| B. 9b        | Nakaz zachowania szczególnej ostrożności przy przecinaniu drogi wodnej, które może mieć miejsce, gdy nie zmusza to statków do zmiany kursu lub prędkości |              |               |
| B. 10        | Nakaz zmiany kursu lub prędkości przez statki idące drogą główną w sytuacjach, gdy z portu lub bocznej drogi wodnej wychodzą statki                      |              | [ 1 ]         |
| B. 11a       | Nakaz prowadzenia nasłuchu radiotelefonicznego |              |               |
| B. 11b       | Nakaz prowadzenia nasłuchu radiotelefonicznego na wskazanym kanale                                                                                       |              |               |

## Znaki żeglugowe ograniczenia
| Symbol znaku | Znaczenie | Wygląd znaku |
| ------------ | --- | ------------ |
| C. 1         | Ograniczona głębokość |              |
| C. 2         | Ograniczona wysokość prześwitu nad zwierciadłem wody                                                                                                 |              |
| C. 3         | Ograniczona szerokość szlaku lub kanału żeglownego                                                                                                   |              |
| C. 4         | Inne ograniczenia ruchu żeglugowego – należy się z nimi zapoznać.                                                                                    |              |
| C. 5         | Granica szlaku żeglownego oddalona od prawego (lewego) brzegu w metrach, podanych liczbą na znaku. Statki powinny przechodzić w odległości większej. |              |

## Znaki żeglugowe zalecenia
| Symbol znaku | Znaczenie                                                                                    | Wygląd znaku | Znak świetlny |
| ------------ | -------------------------------------------------------------------------------------------- | ------------ | ------------- |
| D. 1a        | Zalecenie przejścia w obydwu kierunkach                                                      |              |               |
| D. 1b        | Zalecenie przejścia w jednym kierunku (przejście z przeciwnego kierunku zabronione)          | lub          | lub           |
| D. 2         | Zalecenie trzymania się we wskazanym obszarze                                                |              |               |
| D. 3         | Zalecenie przejścia w kierunku określonym strzałką lub w nocy w kierunku światła izofazowego |              |               |

## Znaki żeglugowe informacyjne
| Symbol znaku | Znaczenie | Wygląd znaku | Symbol świetlny |
| ------------ | --- | ------------ | --------------- |
| E. 1         | Zezwolenie przejścia (znak ogólny) |              | lub             |
| E. 2         | Wskazanie linii napowietrznej nad drogą wodną (liczba w prawym dolnym rogu oznacza wysokość linii napowietrznej nad poziomem najwyższej wody żeglownej)                                          |              |                 |
| E. 3         | Jaz w niewielkiej odległości |              |                 |
| E. 4a        | Prom na uwięzi |              |                 |
| E. 4b        | Prom przemieszczający się swobodnie |              |                 |
| E. 5         | Zezwolenie na postój (na kotwicy lub na cumach przy brzegu) |              |                 |
| E. 5.1       | Zezwolenie na postój na akwenie, którego szerokość w metrach jest podana na znaku, licząc od miejsca ustawienia znaku                                                                            |              |                 |
| E. 5.2       | Zezwolenie na postój na akwenie ograniczonym odstępami w metrach, podanymi na znaku, licząc od miejsca ustawienia znaku                                                                          |              |                 |
| E. 5.3       | Zezwolenie na postój, burta przy burcie, w maksymalnej liczbie podanej na znaku |              |                 |
| E. 5.4       | Miejsce postoju zarezerwowane dla statków przeznaczonych do pchania, które nie są obowiązane pokazywania znaków wskazanych w § 3.14                                                              |              |                 |
| E. 5.5       | Miejsce postoju zarezerwowane dla statków przeznaczonych do pchania, które powinny pokazywać jedno niebieskie światło lub jeden niebieski stożek na podstawie § 3.14 ust. 1                      |              |                 |
| E. 5.6       | Miejsce postoju zarezerwowane dla statków przeznaczonych do pchania, które powinny pokazywać dwa niebieskie światła lub dwa niebieskie stożki na podstawie § 3.14 ust. 2                         |              |                 |
| E. 5.7       | Miejsce postoju zarezerwowane dla statków przeznaczonych do pchania, które powinny pokazywać trzy niebieskie światła lub trzy niebieskie stożki na podstawie § 3.14 ust. 3                       |              |                 |
| E. 5.8       | Miejsce postoju zarezerwowane dla statków, z wyjątkiem statków przeznaczonych do pchania, które nie są obowiązane pokazywać znaków wskazanych w § 3.14                                           |              |                 |
| E. 5.9       | Miejsce postoju zarezerwowane dla statków, z wyjątkiem statków przeznaczonych do pchania, które powinny pokazywać jedno niebieskie światło lub jeden niebieski stożek na podstawie § 3.14 ust. 1 |              |                 |
| E. 5.10      | Miejsce postoju zarezerwowane dla statków, z wyjątkiem statków przeznaczonych do pchania, które powinny pokazywać dwa niebieskie światła lub dwa niebieskie stożki na podstawie § 3.14 ust. 2    |              |                 |
| E. 5.11      | Miejsce postoju zarezerwowane dla statków, z wyjątkiem statków przeznaczonych do pchania, które powinny pokazywać trzy niebieskie światła lub trzy niebieskie stożki na podstawie § 3.14 ust. 3  |              |                 |
| E. 5.12      | Miejsce postoju zarezerwowane dla wszystkich statków, które nie są obowiązane pokazywać znaków wskazanych z § 3.14                                                                               |              |                 |
| E. 5.13      | Miejsce postoju zarezerwowane dla wszystkich statków, które powinny pokazywać na podstawie jedno niebieskie światło lub jeden niebieski stożek na podstawie § 3.14 ust. 1                        |              |                 |
| E. 5.14      | Miejsce postoju zarezerwowane dla wszystkich statków, które powinny pokazywać na podstawie dwa niebieskie światła lub dwa niebieskie stożki na podstawie § 3.14 ust. 2                           |              |                 |
| E. 5.15      | Miejsce postoju zarezerwowane dla wszystkich statków, które powinny pokazywać trzy niebieskie światła lub trzy niebieskie stożki na podstawie § 3.14 ust. 3                                      |              |                 |
| E. 6         | Zezwolenie na postój na kotwicy i wleczenie kotwicy, łańcucha lub liny |              |                 |
| E. 7         | Zezwolenie na cumowanie do brzegu |              |                 |
| E. 7.1       | Miejsce postoju zarezerwowane dla załadunku i wyładunku samochodów (maksymalny dozwolony czas cumowania może być umieszczony na tablicy poniżej znaku).                                          |              |                 |
| E. 8         | Wskazanie miejsca do zawracania |              |                 |
| E. 9a        | Skrzyżowanie z drogą uznaną za boczną drogę wodną w stosunku do drogi wodnej, po której idzie statek                                                                                             |              |                 |
| E. 9b        | Połączenie z drogą uznaną za boczną drogę wodną w stosunku do drogi, po której idzie statek |              |                 |
| E. 10a       | Skrzyżowanie z drogą uznaną za główną drogę wodną w stosunku do drogi, po której idzie statek |              |                 |
| E. 10b       | Połączenie z drogą uznaną za główną drogę wodną w stosunku do drogi, po której idzie statek |              |                 |
| E. 11        | Koniec obowiązywania zakazu lub nakazu albo ograniczenia – obowiązuje tylko w jednym kierunku ruchu żeglugowego                                                                                  |              |                 |
| E. 12a       | Znaki sygnałowe uprzedzające – jedno lub dwa białe światła stałe, przed przeszkodą: należy się zatrzymać, jeżeli wymagają tego przepisy                                                          |              | lub             |
| E. 12b       | Znaki sygnałowe uprzedzające – jedno lub dwa białe światła migające przed przeszkodą: przejście dozwolone                                                                                        |              | lub             |
| E. 13        | Miejsce poboru wody pitnej |              |                 |
| E. 14        | Miejsce, w którym można korzystać z telefonu |              |                 |
| E. 15        | Zezwolenie na ruch żeglugowy statków o napędzie mechanicznym |              |                 |
| E. 16        | Zezwolenie na ruch żeglugowy statków używanych wyłącznie do uprawiania sportu lub rekreacji |              |                 |
| E. 17        | Zezwolenie na uprawianie narciarstwa wodnego oraz holowanie statków powietrznych za statkiem |              |                 |
| E. 18        | Zezwolenie na ruch statków żaglowych |              |                 |
| E. 19        | Zezwolenie na ruch statków o napędzie wiosłowym |              |                 |
| E. 20        | Zezwolenie na pływanie na desce z żaglem |              |                 |
| E. 21        | Zezwolenie na ruch małych statków sportowych i turystycznych z dużą prędkością |              |                 |
| E. 22        | Zezwolenie na wodowanie i wciąganie statków na brzeg |              |                 |
| E. 23        | Wskazanie kanału radiotelefonicznego, na którym można uzyskać informacje nawigacyjne |              |                 |
|              | Zezwolenie na ruch skuterów wodnych |              |                 |